# VF-17夢魘

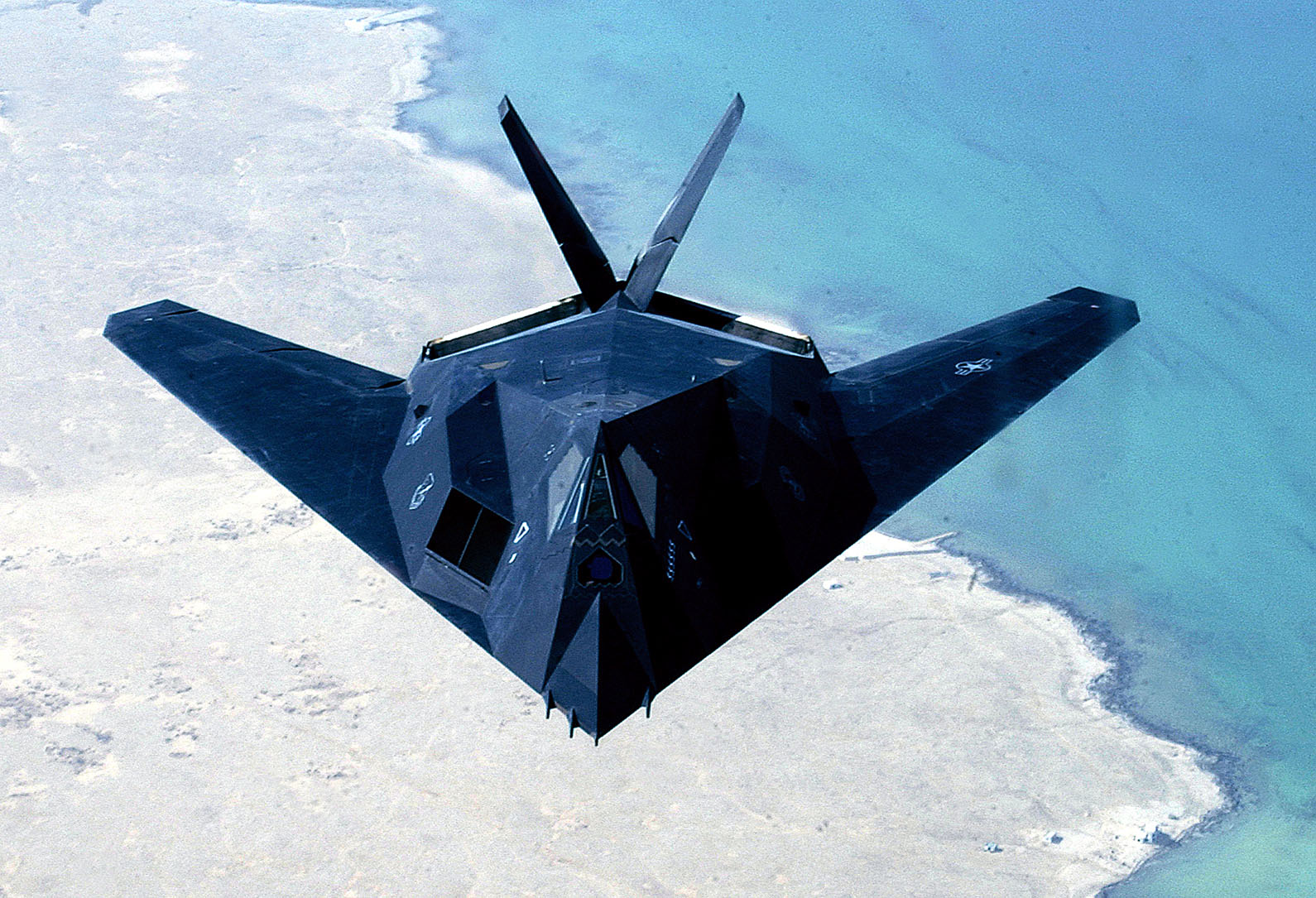
現實中的美軍F-117夜鷹匿蹤戰鬥機

VF-17夢魘（Nightmare）是於日本科幻動畫《Macross7》中初次登場的虛構兵器，屬於《超時空要塞》系列的可變型戰鬥機。因優異的匿蹤性及機動力而被稱為夢魘。其設計參考了現實中的戰鬥機F-117夜鷹。

## 簡介
VF-17系列是通用銀河公司開發的特殊作戰機型，2037年時Macross7船團的特殊防衛部隊－鑽石武力小隊－即是配備VF-17D/S型。
當時的統合軍主力機種VF-11考量到操控適易性而必須犧牲部份性能，故無法擔任特戰機種進行精密攻擊，於是計劃設計開發一款擁有高匿蹤性的特殊機種，為了減少雷達偵測面積因此設計出呈現三角形的特殊外觀，暱稱「隱密女武神」。
VF-17系列採用的是被動式隱匿技術，利用機體特殊的外觀及特殊塗料而達到散射或吸收雷達波的效果，考量到匿蹤性因此大部分武裝皆設計為收納式，配有大推力熱核引擎，加上主要設計即為宇宙用因此機體外觀不會造成空氣力學問題。
同時，變型系統也考量到匿蹤性，在機器人型態將雷射砲設置於兩腕外側並以平面裝甲包覆，腿部推進器也設於接近主腿可自動閉合，加特林機槍與彈倉均為可折疊式，以上設計均能減少雷達反射進而增加隱匿效果；為使變型時腿部能做90度翻轉因此較扁平且裝甲較弱。於此同時，VF-17系列受限於變型系統之故，使得VF-17系列平時在成為一般飛機型態時的推進力僅限於前與後，而不似一般VF系列機型的上下左右前後皆有輔助推力；而VF-17系列在變身為機器人型態時，粗壯的外觀極似複加裝甲式女武神，半人型態則可將腕部的雷射砲伸長成為強攻模式。
VF-17系列的標準裝備及機動力、火力均凌駕於VF-11之上，屬於王牌飛行員用的高級機種；往後當VF-17系列的後繼機種VF-22雨燕二式開始量產後，仍有高彈性武裝配備的VF-17即被提案轉為可變型攻擊機（VA）或可變型轟炸機（VB）。
VF-17系列至停產為止各型總計718架，僅少量配置於殖民星與移民船團為部分特殊部隊使用，主要是此機當初因為追求高性能各項之故，導致此機部份操控性不佳、後勤維修不易，且還單價過高。
上述那些問題在之後降低部份高性能功能的量產型VF-171服役後獲得解決，直到後繼型VF-22終於取代VF-17/171等等機型，成為新統合軍各船團的主力機種為止。

## 主要型號
- VF-17A

初期生產型，原定配裝的引擎開發不及而暫時以出力較低的FF-2009E型代替，因此生產數量稀少。
- VF-17C

A型改良航電系統之型號。
- VF-17D

以17C機體為主體裝設原本預訂配備的FF-2010X熱核引擎，頭部的對空雷射砲也增設為兩門；在VF-171問世前為系列中生產數最多。
- VF-17S

少量生產的指揮官用機型；以D型為基礎改良製材並更換新型引擎而增加約10%的推力，同時更換強化通信與索敵機能的頭部，頭部對空雷射砲增設成為雙連裝型兩具（共4門）。
- VF-17T

由A行改裝，做為轉換機體時的訓練用雙座機，因增加駕駛座而加長機首。
- VF-17T改

Macross7船團的「音聲力量」（サウンドフォース）專用機型，通稱暴風女武神，識別代號為S3（エススリー）。由T型改裝而來，但換裝與DS型相同的FF-2010X引擎換装；駕駛座也大幅改修，將操控桿設計為鍵盤吉他型式，後座則設有一套簡易鼓，機體背部加裝一套聲音增壓裝置。
- VF-171夢魘Plus（ナイトメアプラス）

VF-17的量產款，為使一般駕駛能順利操控而降低部分性能；基本性能比VF-17系列低下，相對的操控性較佳且用途較廣，首次將大氣層內作戰考量入設計，將機體伸長使高度降低從而增加空氣力學效果，同時也使得機器人型態較為修長。由於生產時間點已經是AVF系列量產之後，因此實裝小型化的針點防禦系統，於格鬥戰時可將針點防禦轉為拳頭攻擊。為2050年末期新統合軍主力機種中最普及的一款，在Macross Frontier船團上也以各種模式廣泛運用。（小說版設定VF-171已採用VF-25的標準操縱系統EX-GEAR增強駕駛員抗G極限）。 一直到2060年代都仍在邊境星球服役。
- VF-171EX

針對Vajra而改裝VF-171的改良型，改變塗裝，並將加特林機槍更換為重粒子光束槍，以及左手的飛彈，並實裝抗G操作系統EX-GEAR（EX-ギア），早乙女及盧卡機增加腿部增設包覆式推進器和類近VF-25的追加飛彈胸甲裝置（灰色）請見Macross Frontier第22集，早乙女的VF-171EX和VF-25S對射之後，肩膊被擊中後的特寫。
- RVF-171

將VF-171型加設多種電偵裝置的早期警戒型，機體背部裝有圓扁形雷達，底部則有翼狀的天線，也有RVF-171EX的存在，為盧卡機，也和早乙女機一樣請追加了腳部推進器和導彈背包。
- 盧卡在看見VF-27以重粒子光束擊破VF-25和VF-171武器對其無效的Vajra之後，在之後提出的升級VF-171計劃中加入了重粒子光束槍。

## 關聯條目
F-117夜鷹戰鬥機

## 註解／參考來源
- 1/144「マクロス7」VF-17S模型解說
- . GA Graphic. 2010年6月2日. ISBN 978-4-7973-5693-9.
- . GA Graphic. 2011年4月30日. ISBN 978-4-7973-6208-4.